# 阿民念主義
阿民念主义（英語：Arminianism，或譯亚米念主義）是基督新教神学的一派，由荷蘭神學家雅各布斯·阿民念所提出，阿民念派的追隨者共同編寫了一份名為《抗辯》的文獻，簡述他們反對加爾文主義的五點反對立場，因此他們被稱為「抗辯派」。

## 主張
阿民念派的五大主張即是加尔文主義預定論的反調，依照《歷代基督教信條》一書中所載〈阿民念派的抗議信條〉：
1. 神在創世以先便已經在耶穌基督裡面，為著基督的緣故、並且藉著基督，在墮落和有罪的人中決定拯救那些因聖靈恩賜，相信耶穌並能恆久忍耐到底的人，那些不信者將被定罪[1]；
2. 基督為所有人死，人人藉著十字架的救贖都可以得到救贖和赦免，但只有信徒能以罪得赦免[2][3]；
3. 人在罪中沒有行善的能力，必須靠神的恩典重生，並在悟性、傾向或意志，和一切能力上更新，在思想、願望，並實踐善事才成[4]；
4. 人一切善行都是因著神在基督裡的恩典作成，但神的恩典是可以抗絕的[5]；
5. 與基督聯合的人，因著聖靈的幫助，保守信徒不跌倒，才有能力得勝。但信徒仍然可能因為疏忽、離棄基督而失落救恩。但這仍須多從聖經加以決定，然後我們自己心裡才有絕對把握去教訓人[6]。

## 信條
阿民念主義五個基本信條的頭五個字的字頭縮寫為「PEARL」（珍珠）如下:
- P︰先行的恩典（Prevenient grace of God ）：人類並非完全墮落，還有一絲殘存的神恩。
- E︰自由意志的揀選（Election per free will of man）：人行使神賜的自由意志，響應神的呼召而獲得天選，終究得救。
- A︰全人類的救贖（Atonement for all mankind ）：耶穌之死是為全人類贖罪，可以拯救所有人類。
- R︰可抗拒的恩典（Resistible to salvation）：人有神給予的自由意志，所以可以抗拒神的救恩。
- L︰可失去的救恩（Liable to loss）：救恩可能會因為罪惡而失去。

現今論述阿民念主義時，與之相對的是強調神有揀選人的主權之加爾文主義五要點的口訣「TULIP」（鬱金香）︰
- T︰全然败坏（Total depravity of human）：人類全然墮落，無以復加。
- U︰无条件的拣选（Unconditional call by God） ：要成為天選之人，是無條件的，并非因为該人的行善或即將因信稱義。
- L︰限定的代贖（Limited atonement） ：耶穌之死是為了救贖天選之人，並非所有人。
- I︰不可抗拒的恩典（Irresistible to salvation） ：人無法抗拒救恩，神威顯赫，神是无法拒绝的條件。
- P︰聖徒的堅忍（Protection through eternity） ：神揀選了一個人之後，一定確保他得救，一次得救，永恆得救。

以上五個面向，使人對阿民念派的主張產生誤會。因為阿民念的神學焦點在「神願人人都能得救」的關注以及基督為中心的信仰上。

## 發展
阿民念去世後，西蒙·伊皮斯科皮乌斯（Simon Episcopius）及其他共四十六位阿民念的追隨者共同編寫了一份名為《抗辯》的文獻，簡述他們反對加爾文主義的五點反對立場，因此他們被稱為「抗辯派」。1618年，荷兰的统治者、奥兰治親王莫里斯下令逮捕所有抗辯派人士，當年的11月13日到1619年5月9日在多特召開了改革宗歷史上最大的會議「多特大會」，會中有荷蘭、英國、德意志、瑞士各地的改革宗人士，共有84位委員出席，其中58位是荷蘭人。由於主席和主秘都支持喀爾文主義，而且58位荷蘭籍委員都反對阿民念派，阿民念派被定為異端，二百名該派牧師被破門；政治人物巴尼法特遭斬殺，並針對阿民念主義的五大重點，提出了《鬱金香五要點》，並以《比利時信條》、《海德堡要理問答》、《多特法規》作為改革宗教會信條和教義準則。

### 影響
阿民念派至今仍然存在，在荷蘭阿姆斯特丹還有一間神學院，他們在英國也有一定影響，卫理公会创始人約翰·衛斯理对阿民念主義有一定倾向。

## 觀點
加爾文主義重視神超然的主權，強調神預選的重要性，他們以永恆性來思考邏輯上的天命秩序； 阿民念派更重視基督的救贖、神的愛和人的責任，所以以人類時間中神的自限解釋並強調其實在性，相對地也強調神創造人類給予的自由意志的重要性。 